# Acacia crassissipula
Acacia crassissipula é uma espécie de leguminosa do gênero Acacia, pertencente à família Fabaceae.